# Маріуполь. Поза зоною
Маріуполь. Поза Зоною — документальний фільм про події в Маріуполі через Російське вторгнення в Україну (2022).
Автор та сценарист фільму — маріуполець Геннадій Стамбула. Всі герої фільму через Російське вторгнення в Україну (2022) опинилися «поза зоною досяжності». Але  всі вони вже почули або ще почують в телефоні гудок виклику та довгоочікуване рідне: «Алло». 
На жаль, ще десятки тисяч маріупольців не почують рідний голос ніколи. Цей фільм про любов до життя, про смерть, про зруйнований Маріуполь, про виживання під бомбардуваннями російської авіації, про героїзм звичайних маріупольців, які врятували своє життя та життя іншим — зовсім чужих їм людей, про російський полон та катування в Оленівській колонії, про мужність військових, які обороняли Маріуполь... 
І взагалі — фільм про людяність.

## Ідея
«Коли на початку березня в Маріуполі зник телефонний зв'язок, то найжахливішим для тих, в кого родичі знаходилися в місті, було чути в телефоні автовідповідача: “Абонент не може прийняти ваш дзвінок” чи “Абонент зараз поза зоною досяжності”. Так десятки разів за добу. Немає розуміння: чи живі родичі? Ми не могли уявити, що переживають люди в Маріуполі, який вже на початку березня був окупований та під постійними обстрілами російської авіації... Люди лишилися без будь-якого зв’язку. Це стало ідеєю документального фільму». — говориться в описі до відео кінострічки на YouTube.